# Автозаводская (станция метро, Минск)
«Автозаво́дская» (бел. Аўтазаводская) — станция Автозаводской линии Минского метрополитена, расположенная между станциями «Партизанская» и «Могилёвская». Открыта 7 ноября 1997 года вместе с «Партизанской» в составе третьего участка Автозаводской линии.

## Конструкция
Колонная станция мелкого заложения, двухпролётная, с рядом круглых колонн.
Станция решена в нетрадиционной для метростроения объемно-пространственной схеме: сводчатая, два этажа, расположенные под перронным залом и один над ним, предназначены для инженерно-технических служб.
В основе архитектурного решения станции — перетекание пространств перронного зала и вестибюлей. Центральный вход в вестибюль уже с подуличного перехода раскрывает интерьер станции, в котором активную нагрузку несут художественные композиции, расположенные на торцах пониженной части перронного зала и выполненные в технике энкаустика. Алюминиевый потолок объединяет вестибюль и двухсветное пространство перрона. В центре перронного зала предусмотрены скамьи для сидения и рекламные элементы. В отделке станции применены греческий мрамор, гранит, алюминий.

## Выходы
Выходы из двух вестибюлей станции ведут к Партизанскому проспекту, улицам Радиальная и Кабушкина.

## Путевое развитие
За станцией (в сторону "Могилёвской") находился пошёрстный съезд, который использовался для оборота составов в период когда станция была конечной на линии. После открытия станции "Могилёвская" в 2001 году он был разобран.

## Галерея
- Зал станции
- Посадочная платформа и путевая стена
- Скамейки
- Светильники
- Лестница в южном торце станции